# Parafia św. Jadwigi w Mostach koło Jabłonkowa
Parafia św. Jadwigi w Mostach koło Jabłonkowa – parafia rzymskokatolicka znajdująca się w Mostach koło Jabłonkowa, w kraju morawsko-śląskim w Czechach. Należy do dekanatu Frydek diecezji ostrawsko-opawskiej.

## Historia
Parafia powstała w dobie józefinizmu, kiedy to rozporządzenie gubernialne z 1784 zdefiniowało wytyczne do powstania nowych parafii: w miejscowościach trudno dostępnych, w których mieszkało ponad 700 (lub 500 w mieszanych wyznaniowo) katolików, którzy dotąd mieli ponad godzinę drogi do kościoła. Po długiej dyskusji na Śląsku Cieszyńskim powstało 10 nowych parafii, w tym w Mostach. W latach 1785–1787 wybudowano więc kościół pw. św. Jadwigi Śląskiej.
Początkowo parafia podlegała dekanatowi cieszyńskiemu, a od 1806 nowo utworzonemu dekanatowi jabłonkowskiemu.
Po I wojnie światowej Mosty koło Jabłonkowa znalazły się w granicach Czechosłowacji, wciąż jednak podległe były diecezji wrocławskiej, pod zarządem specjalnie do tego powołanej instytucji zwanej: Knížebiskupský komisariát niský a těšínský. Kiedy Polska dokonała aneksji tzw. Zaolzia w październiku 1938 parafię jako jedną z 29, włączono do diecezji katowickiej, a 1 stycznia 1940 z powrotem do diecezji wrocławskiej. W 1947 obszar ten wyjęto ostatecznie spod władzy biskupów wrocławskich i utworzono Apostolską Administraturę w Czeskim Cieszynie, podległą Watykanowi. W 1978 obszar Administratury podporządkowany został archidiecezji ołomunieckiej, a parafie dekanatu jabłonkowskiego zostały wchłonięte przez dekanat frydecki. W 1996 wydzielono z archidiecezji ołomunieckiej nową diecezję ostrawsko-opawską.

## Duchowni parafii kościoła św. Jadwigi w Mostach koło Jabłonkowa
| Imię i nazwisko     | Data      | Źródło |
| ------------------- | --------- | ------ |
| Sebastián Ježíšchek | 1785–1800 | [ 3 ]  |
| Linus Hradeczny     | 1800–1818 | [ 3 ]  |
| Josef Adamec        | 1818–1843 | [ 3 ]  |
| František Kračzmar  | 1844–1852 | [ 3 ]  |
| Jan Blaski          | 1852–1857 | [ 3 ]  |
| Josef Hrubetz       | 1857–1880 | [ 3 ]  |
| Josef Wrubel        | 1880–1887 | [ 3 ]  |
| Jan Dusch           | 1887–1893 | [ 3 ]  |
| Antonín Matiej      | 1893–1918 | [ 3 ]  |
| Josef Szymeczek     | 1919–1921 | [ 3 ]  |
| Josef Juroš         | 1921–1931 | [ 3 ]  |
| Josef Marzoll       | 1931–1946 | [ 3 ]  |
| Josef Kurowski      | 1946–1965 | [ 3 ]  |
| Alois Ptoszek       | 1965–1971 | [ 3 ]  |
| Fridolín Jaščenko   | 1971–1973 | [ 3 ]  |
| Bruno Stoklasa      | 1973–1986 | [ 3 ]  |
| Josef Bury          | 1986–1988 | [ 3 ]  |
| Jiří Sedláček       | 1988–1994 | [ 3 ]  |
| Štěpán Klocek       | od 1994   | [ 3 ]  |